# Frédéric d'Allest
Frédéric d'Allest est un ingénieur français et ingénieur général de l'armement, né le 1er septembre 1940 à Marseille (Bouches-du-Rhône). Également homme d'affaires, il a été le premier président-directeur général d'Arianespace.

## Biographie

### Famille
Frédéric Jean Pierre d'Allest est le fils de Pierre d'Allest, fondé de pouvoir, et de Luce Rostand.
De son mariage le 3 août 1963, il a eu trois enfants.

### Formation
Frédéric d'Allest est ancien élève du lycée Thiers, puis entre à l’École polytechnique (promotion X1961) et est diplômé de l’École nationale supérieure de l'aéronautique et de l'espace (promotion 1966),.

### Carrière professionnelle
Frédéric d'Allest commence sa carrière professionnelle au Centre national d'études spatiales (CNES) en septembre 1966 où il travaille sur le moteur de la fusée Diamant B.
De 1970 à 1972, il travaille sur le projet Europa, premier projet européen de lanceurs spatiaux piloté par l'European Launcher Development Organisation (ELDO, le Centre européen pour la construction de lanceurs d'engins spatiaux), organisme à l'origine de l'Agence spatiale européenne.
En 1973, il est nommé chef de projet du lanceur Ariane puis nommé en 1976 directeur des lanceurs. En 1982, il est nommé à la tête du CNES, poste qu'il occupe jusqu'en 1989. Il est ensuite PDG de la société Arianespace pendant dix ans. De 1985 à 1989, il représente la France au conseil d’administration de l'Agence spatiale européenne.
En 1990, il intègre le groupe Matra puis le groupe Lagardère.
Frédéric d'Allest est ingénieur général de l'armement, deuxième classe.

## L'intuition de la création d'Arianespace
Dès 1977, il a l'intuition de la création d'une grande société pour commercialiser les vols de fusées. L’idée est approuvée par la direction du CNES le 2 mai 1978, puis par le gouvernement français durant l’été. Entre-temps, Frédéric d'Allest démarche les opérateurs de satellites pour engranger des lancements commerciaux afin d’étoffer le manifeste de lancement de la fusée Ariane. Un premier succès est enregistré le 8 décembre 1978 quand Intelsat, alors premier opérateur de satellite mondial, décide de choisir Ariane pour lancer quelques-uns de ses satellites de télécommunications de la génération Intelsat 5. Il s’ensuit une première commande signée le 15 février 1979 pour un lancement ferme assorti de deux options. Le 12 juin 1979, lors du Salon du Bourget, le CNES signe avec les industriels un protocole d’accord préalable à la création de Transpace. Ce nom est abandonné en septembre car il est déjà celui d’une société américaine et Arianespace est officiellement créée le 26 mars 1980 avec un capital de 120 millions de FRF.
La réussite de la société permet de développer le programme spatial français et le programme spatial européen, qualifiés de « remarquables » par le président de la République Jacques Chirac lors de sa visite à Kourou le 24 novembre 1997.

## Distinctions
Frédéric d'Allest est officier de l'ordre national de la Légion d'honneur[Quand ?] et de l'ordre national du Mérite.
En 1979, il reçoit le prix de l'Astronautique délivré par l'Association aéronautique et astronautique de France. Il est médaillé de l'aéronautique, élu européen de l'espace en 1990, médaille d'or en 1993 du prix James Watt de la British Institution of Mechanical Engineers.

## Pour approfondir